# Virgularia gustaviana
Virgularia gustaviana är en korallart som först beskrevs av Geoffrey Alton Craig Herklots 1863.  Virgularia gustaviana ingår i släktet Virgularia och familjen Virgulariidae. Inga underarter finns listade i Catalogue of Life.